# Konvalinkovité
Konvalinkovité (Convallariaceae Horaninow) je bývalá čeleď jednoděložných rostlin. Systém APG II čeleď neuznává a její zástupce ředí pod listnatcovité (Ruscaceae). Podle posledního systému APG III byla čeleď listnatcovité sloučena pod chřestovité v širším smyslu (Asparagaceae s.l.).

## Popis
Jedná se zpravidla o vytrvalé pozemní byliny, převážně s oddenky nebo hlízami. Mladé stonky se snadno lámou v uzlinách. Jsou to rostliny jednodomé s oboupohlavnými květy. Listy jsou nahloučeny na bázi, nebo nikoliv, jsou jednoduché, přisedlé nebo řapíkaté, střídavé, uspořádané nejčastěji dvouřadě nebo spirálně, jsou ploché, někdy kožovité, s listovými pochvami. Čepele listů jsou celokrajné, kopinaté, podlouhlé nebo vejčité, žilnatina je souběžná, zpeřená nebo dlanitá. Květy jsou oboupohlavné, jsou (vzácněji) jednotlivé nebo v květenstvích, zpravidla ve zdánlivých vrcholících. Listen ve tvaru toulce pod květenstvím chybí. Květy jsou pravidelné. Okvětí je vyvinuto, zpravidla 6, vzácněji 4 nebo 8, okvětních lístků ve 2 přeslenech, okvětní lístky jsou srostlé a pak vytvářejí okvětní trubku, vzácněji volné, jsou bílé, zelené, zelenobílé, růžové až purpurové, jiné barvy jsou vzácné. Tyčinek je 6, vzácně 4 nebo 8 ve 2 přeslenech, jsou srostlé s okvětní trubkou nebo nikoliv, volné navzájem či navzájem srostlé. Gyneceum je složeno ze 3 (výjimečně 4) plodolistů, je synkarpní, čnělka i blizna je 1, semeník je svrchní nebo spodní. Plod je dužnatý, vzácně suchý, nepukavý, vzácně pukavý, převážně bobule, vzácně tobolka.

## Rozšíření ve světě
Je známo asi 11 rodů a asi 65 druhů, které jsou rozšířeny hlavně na severní polokouli

## Taxonomická poznámka
Někteří autoři řadí zástupce čeledi konvalinkovité (Convallariaceae) do čeledi liliovité v širším pojetí (Liliaceae s.l.). Jiní autoři ji řadí do čeledi listnatcovité v širším pojetí (Ruscaceae s.l.)

## Seznam rodů
Aspidistra, Convallaria (konvalinka), Heteropolygonatum, Liriope, Lourya, Maianthemum (pstroček), Ophiopogon, Peliosanthes, Polygonatum (kokořík), Reineckea, Rhodea (zařazení nejisté), Smilacina, Streptopus (čípek), Tupistra.
V ČR rostou a jsou původní pouze zástupci 3 rodů, celkem 5 druhů. Hojný druh spíše kyselých lesů je pstroček dvoulistý (Maianthemum bifolium). Konvalinka vonná (Convallaria majalis) roste v lesích teplejších oblastí a je také hojně pěstována jako okrasná rostlina a zplaňuje. Z rodu kokořík jsou v ČR domácí 3 druhy: kokořík mnohokvětý (Polygonatum multiflorum), kokořík přeslenitý (Polygonatum verticillatum), kokořík vonný (Polygonatum odoratum). Druh kokořík širolistý (Polygonatum latifolium) je domácí v jižní Evropě na sever až po jižní Slovensko, v ČR je jen výjimečně zdomácnělý.